# Ludovico Merlini
Ludovico Merlini (Forlì, 12 novembre 1690 – Roma, 12 novembre 1762) è stato un cardinale e arcivescovo cattolico italiano.

## Biografia
Ebbe incarichi minori nella Curia romana dopo il 1729.
Il 27 ottobre 1740 fu eletto arcivescovo titolare di Atene e fu consacrato vescovo l'8 dicembre dello stesso anno da papa Benedetto XIV. L'11 gennaio 1741 fu nominato procuratore della Santa Sede per risolvere una controversia con il Re di Sardegna e il 27 gennaio dello stesso anno fu nominato nunzio apostolico a Torino, incarico che mantenne fino al dicembre del 1753.
Nel concistoro del 24 settembre 1759 papa Clemente XIII lo creò cardinale. Il 21 luglio 1760 ricevette il titolo di Santa Prisca. Il 12 aprile 1762 optò per il titolo di San Marcello e morì sette mesi dopo, nel giorno del suo 72º compleanno. Fu sepolto nella chiesa di San Marco.

## Genealogia episcopale
La genealogia episcopale è:
- Cardinale Scipione Rebiba
- Cardinale Giulio Antonio Santori
- Cardinale Girolamo Bernerio, O.P.
- Arcivescovo Galeazzo Sanvitale
- Cardinale Ludovico Ludovisi
- Cardinale Luigi Caetani
- Cardinale Ulderico Carpegna
- Cardinale Paluzzo Paluzzi Altieri degli Albertoni
- Papa Benedetto XIII
- Papa Benedetto XIV
- Cardinale Ludovico Merlini